# Meroë

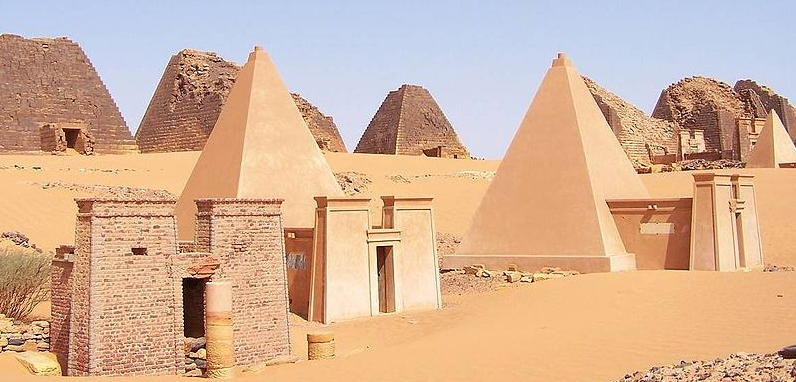
Piramide kușite la Meroe

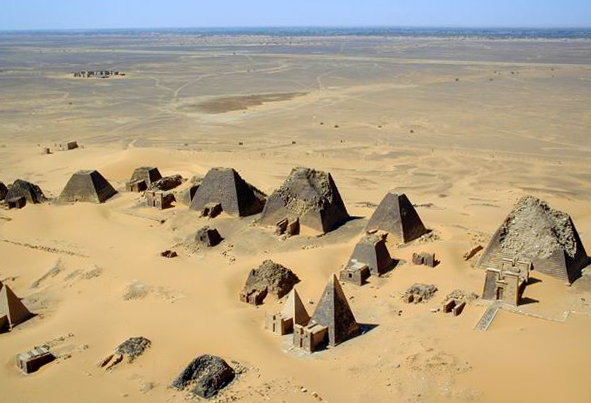
Situl Meroe în 2001

Meroe (meroitică Medewi sau Bedewi; arabă مرواه și arabă مروي; greacă veche Μερόη) era un oraș antic de pe malul de est al Nilului la 6 km nord-est de stația Kabushiya de lângă Shendi, Sudan, la aproximativ 200 km nord-est de Khartoum. În apropierea sitului se află un grup de sate numite Bagrawiyah (arabă البجراوية). Acest oraș a fost capitala Regatului Kuș timp de câteva secole, începând cu anul 590 î.Hr., până la prăbușirea sa în secolul al IV-lea d.Hr. Regatul kușit Meroë și-a dat numele „Insulei Meroë”, care în prezent este regiunea Butana, o regiune delimitată de Nil (de la râul Atbarah până la Khartoum), Atbarah și Nilul Albastru.
Orașul Meroë se afla la marginea Butanei. În Butana mai erau două orașe meroitice: Musawwarat es-Sufra și Naqa. Primul dintre aceste locuri a primit numele Meroë de la regele persan Cambyses, în onoarea surorii sale, care purta acest nume. Orașul a purtat inițial denumirea antică Saba, fiind numit după întemeietorul țării. Eponimul Saba, sau Seba, era numit după unul dintre fiii lui Cuș (vezi Geneza 10:7). Prezența a numeroase situri meroitice în regiunea la vest de Butana și la granița Butanei propriu-zise este semnificativă pentru așezarea nucleului regiunii dezvoltate. Orientarea acestor așezări arată exercitarea puterii de stat asupra producției de subzistență.
Regatul Kuș, unde era situat orașul Meroë, reprezintă unul dintr-o serie de state timpurii de pe cursul mijlociu al Nilului. A fost unul dintre cele mai vechi și mai impresionante state de pe continentul african (pe lângă Egiptul Antic). Având în vedere specificitatea statelor timpurii de pe Nilul de mijloc, înțelegerea a Meroë în combinație cu evoluțiile istorice ale altor state poate fi îmbunătățită prin analizarea dezvoltării relațiilor de putere în alte state din Valea Nilului.
Situl Meroë este marcat de peste două sute de piramide în trei grupuri, dintre care multe sunt în ruine. Au dimensiunea și proporțiile distinctive ale piramidelor nubiene.